# 伊博斯
伊博斯（法語：Ibos，法語發音：[ibɔs]）是法国上比利牛斯省的一个市镇，位于该省中西部，属于塔布区。伊博斯也是塔布-卢尔德比利牛斯城市公共社区的一部分。

## 地名
该地名“Ibos”发音为[ibɔs]，字母“s”发音，《世界地名翻译大辞典》与《世界地名译名词典》将其误译作“伊博”。

## 地理
伊博斯（43°13'59"N, 0°0'6"E）面积32.88 平方千米，位于法国奧克西塔尼大區上比利牛斯省，该省份为法国西南部内陆省份，北至热尔省，西接大西洋比利牛斯省，南与西班牙接壤，东临上加龙省。
与伊博斯接壤的市镇（或旧市镇、城区）包括：奥鲁瓦、热尔、阿泽雷克斯、埃谢兹河畔博代尔、瑞扬、潘塔克、塔布。
伊博斯的时区为UTC+01:00、UTC+02:00（夏令时）。

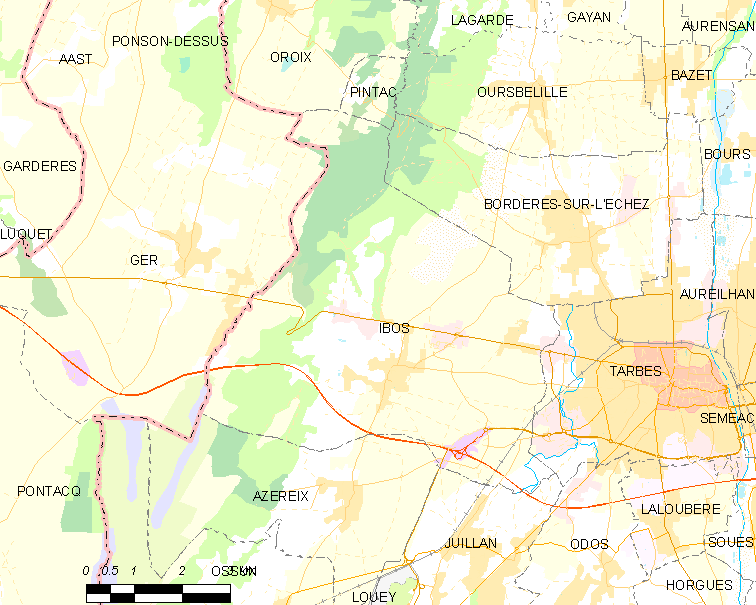
伊博斯的OSM定位图

## 行政
伊博斯的邮政编码为65420，INSEE市镇编码为65226。

## 政治
伊博斯所属的省级选区为埃谢兹河畔博代尔县。

## 人口

1962-2008年间伊博斯人口变化图示

伊博斯于2022年1月1日时的人口数量为2921人。